# Billie Seward
Billie Seward (nacida como Rita Ann Seward; 23 de octubre de 1912 – 20 de marzo de 1982) fue una actriz de cine de la década de 1930 de Filadelfia, Pensilvania.

## Actriz de cine
Seward actuó con Lou Holtz en The Beverly Wilshire Hotel Gold Room en diciembre de 1933.
Consiguió un contrato con Columbia Pictures tras una estancia de tres meses en Hollywood. Seward protagonizó junto a Richard Cromwell la producción de Columbia de 1934 Among the Missing. Wallace Ford se unió a Seward y Cromwell en Hot News, que finalmente se tituló Men of the Hour (1935).
Participó en tres películas del oeste escritas por Ford Beebe en 1935. Los títulos son Law Beyond the Range, The Revenge Rider, y Justice of the Range. Entre sus compañeros de reparto se encontraban el coronel Tim McCoy, Ward Bond y Ed LeSaint. En One Crowded Night (1940) Seward interpreta a Gladys. Esta película de la RKO es criticada por Bosley Crowther, quien la calificó de "rutinario melodrama de múltiples tramas, Grand Hotel reducido a un campamento turístico".

## Matrimonio
En 1934 se relacionó sentimentalmente a Seward con el actor Lyle Talbot. Se casó con William Wilkerson, propietario del Trocadero (Los Angeles) y del Ciro's, el 30 de septiembre de 1935. Wilkerson era también propietario y editor de The Hollywood Reporter. La pareja se separó en febrero de 1937, pero se reconciliaron. Seward renovó la demanda de divorcio contra Wilkerson en marzo de 1938, utilizando su nombre legal Rita Ann Wilkerson.

## Muerte
Seward falleció en Sherman Oaks, California, en 1982. Le sobreviven cuatro hermanos y dos hermanas. Su misa funeral se celebró en la St. Cyril of Jerusalem Roman Catholic Church en Encino, California, y fue enterrada en el San Fernando Mission Cemetery.

## Filmografía parcial
| - School For Romance (1934, Cortometraje) - Mrs. Romansky - The 9th Guest (1934) - Empleada de oficina (Sin acreditar) - Once to Every Woman (1934) - N.º 5 - Voice In The Night (1934) - Barbara Robinson - Twentieth Century (1934) - Anita - The Hell Cat (1934) - Papel menor (Sin acreditar) - Plumbing For Gold (1934, Cortometraje) - Whom the Gods Destroy (1934) - esposa de Jerry (Sin acreditar) - Blind Date (1934) - Barbara Hartwell - Among the Missing (1934) - Judy - Fugitive Lady (1934) - Miss Hyland - Law Beyond the Range (1935) - Gloria Alexander - The Revenge Rider (1935) - Myra Harmon - Men of the Hour (1935) - Ann Jordan - Air Hawks (1935) - Mona Greenwood | - Justice of the Range (1935) - Janet McLean - Riding Wild (1935) - Jane McCabe - Branded a Coward (1935) - Ethel Carson - Trails of The Wild (1935) - Jane Madison - The Man from Guntown (1935) - Ruth McArthur - Charlie Chan at Treasure Island (1939) - Bessie Sibley - Reno (1939) - Mrs. Gordon (Sin acreditar) - One Crowded Night (1940) - Gladys - Li'l Abner (1940) - Cousin Delightful - No Hands on the Clock (1941) - Rose Madden - Jane Eyre (1943) - Mujer en la fiesta (Sin acreditar) - The Gang's All Here (1943) - Bailarina (Sin acreditar) - Take It or Leave It (1944) - Enfermera (Sin acreditar) - Something for the Boys (1944) - Papel menor (Sin acreditar) (último papel cinematográfico) |